# Komenda Rejonu Uzupełnień Poznań Miasto

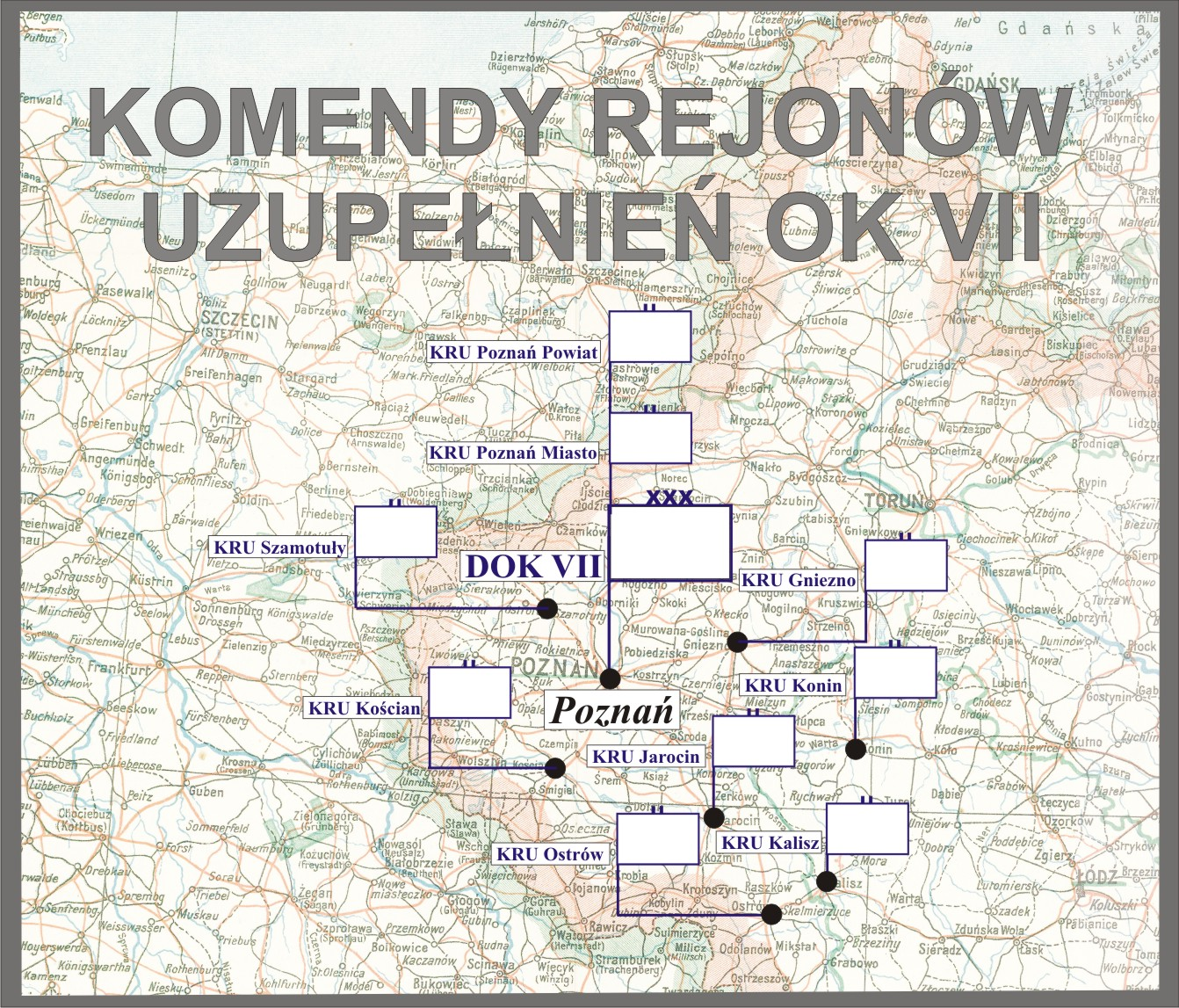
Komendy rejonów uzupełnień DOK VII

Komenda Rejonu Uzupełnień Poznań Miasto (KRU Poznań Miasto) – organ wojskowy właściwy w sprawach uzupełnień Sił Zbrojnych II Rzeczypospolitej i administracji rezerw w powierzonym mu rejonie.

## Historia komendy
Z dniem 15 listopada 1921 roku, po wprowadzeniu podziału kraju na dziesięć okręgów korpusów i wprowadzeniu pokojowej organizacji służby poborowej, na terenie Okręgu Korpusu Nr VII została utworzona Powiatowa Komenda Uzupełnień Poznań Miasto. PKU Poznań Miasto podlegała Dowództwu Okręgu Korpusu Nr VII w Poznaniu. Okręg poborowy PKU obejmował miasto Poznań (Starostwo Grodzkie) i był podzielony na dwa rejony, w których rezydowali oficerowie ewidencyjni. W 1923 roku stanowiska oficerów ewidencyjnych nie były obsadzone.
18 listopada 1924 roku weszła w życie ustawa z dnia 23 maja 1924 roku o powszechnym obowiązku służby wojskowej, a 15 kwietnia 1925 roku rozporządzenie wykonawcze ministra spraw wojskowych do tejże ustawy, wydane 21 marca tego roku wspólnie z ministrami: spraw wewnętrznych, zagranicznych, sprawiedliwości, skarbu, kolei, wyznań religijnych i oświecenia publicznego, rolnictwa i dóbr państwowych oraz przemysłu i handlu. Wydanie obu aktów prawnych wiązało się z przejęciem przez władze cywilne (administracji I instancji) większości zadań związanych z przygotowaniem i przeprowadzeniem poboru. Przekazanie większości zadań władzom cywilnym umożliwiło organom służby poborowej zajęcie się wyłącznie racjonalnym rozdziałem rekruta oraz ewidencją i administracją rezerw. Do tych zadań dostosowana została organizacja wewnętrzna powiatowych komend uzupełnień i ich składy osobowe. Poszczególne komendy różniły się między sobą składem osobowym w zależności od wielkości administrowanego terenu.
Zadania i nowa organizacja PKU określone zostały w wydanej 27 maja 1925 roku instrukcji organizacyjnej służby poborowej na stopie pokojowej. W skład PKU Poznań Miasto wchodziły dwa trzy referaty: I) referat administracji rezerw, II) referat poborowy i referat inwalidzki. Nowa organizacja i obsada służby poborowej na stopie pokojowej według stanów osobowych L. O. I. Szt. Gen. 3477/Org. 25 została ogłoszona 4 lutego 1926 roku. Z tą chwilą zniesione zostały stanowiska oficerów ewidencyjnych.
12 marca 1926 roku została ogłoszona obsada personalna Przysposobienia Wojskowego, zatwierdzona rozkazem Dep. I L. 6000/26 przez pełniącego obowiązki szefa Sztabu Generalnego gen. dyw. Edmunda Kesslera, w imieniu ministra spraw wojskowych. Zgodnie z nową organizacją pokojową Przysposobienia Wojskowego zostały zlikwidowane stanowiska oficerów instrukcyjnych przy PKU, a w ich miejsce utworzone rozkazem Oddz. I Szt. Gen. L. 7600/Org. 25 stanowiska oficerów przysposobienia wojskowego w pułkach piechoty.
Od 1926 roku, obok ustawy o powszechnym obowiązku służby wojskowej i rozporządzeń wykonawczych do niej, działalność PKU Poznań Miasto normowała „Tymczasowa instrukcja służbowa dla PKU”, wprowadzona do użytku rozkazem MSWojsk. Dep. Piech. L. 100/26 Pob.
W marcu 1930 roku PKU Poznań Miasto nadal podlegała nadal DOK VII i obejmowała swoją właściwością miasto Poznań. W grudniu tego roku PKU posiadała skład osobowy typ I.
31 lipca 1931 roku gen. dyw. Kazimierz Fabrycy, w zastępstwie ministra spraw wojskowych, rozkazem B. Og. Org. 4031 Org. wprowadził zmiany w organizacji służby poborowej na stopie pokojowej. Zmiany te polegały między innymi na zamianie stanowisk oficerów administracji w PKU na stanowiska oficerów broni (piechoty) oraz zmniejszeniu składu osobowego PKU typ I–IV o jednego oficera i zwiększeniu o jednego urzędnika II kategorii. Liczba szeregowych zawodowych i niezawodowych oraz urzędników III kategorii i niższych funkcjonariuszy pozostała bez zmian.
1 lipca 1938 roku weszła w życie nowa organizacja służby uzupełnień, zgodnie z którą dotychczasowa PKU Poznań Miasto została przemianowana na Komendę Rejonu Uzupełnień Poznań Miasto przy czym nazwa ta zaczęła obowiązywać 1 września 1938 roku, z chwilą wejścia w życie ustawy z dnia 9 kwietnia 1938 roku o powszechnym obowiązku wojskowym. Obok wspomnianej ustawy i rozporządzeń wykonawczych do niej, działalność KRU (…) normowały przepisy służbowe MSWojsk. D.D.O. L. 500/Org. Tjn. Organizacja służby uzupełnień na stopie pokojowej z 13 czerwca 1938 roku. Zgodnie z tymi przepisami komenda rejonu uzupełnień była organem wykonawczym służby uzupełnień .
Komendant rejonu uzupełnień w sprawach dotyczących uzupełnień Sił Zbrojnych i administracji rezerw podlegał bezpośrednio dowódcy Okręgu Korpusu Nr VII, który był okręgowym organem kierowniczym służby uzupełnień. Rejon uzupełnień nie uległ zmianie i nadal obejmował miasto Poznań.
Komenda prowadziła ewidencję wszystkich oficerów z obszaru miasta Poznania oraz powiatów: poznańskiego, nowotomyskiego i wolsztyńskiego.

## Obsada personalna

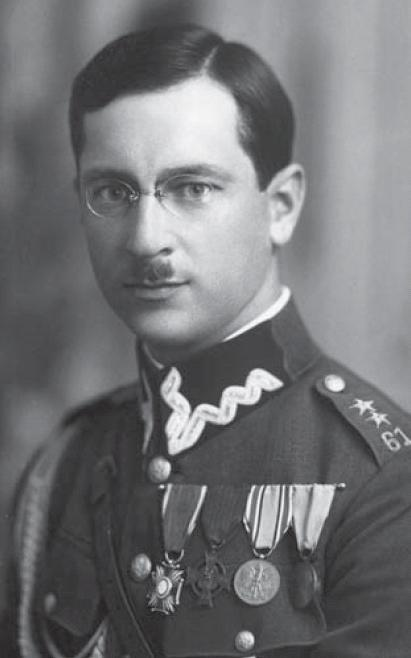
Kpt. adm. (piech.) Wincenty Strzyżewski

Poniżej przedstawiono wykaz oficerów zajmujących stanowisko komendanta Powiatowej Komendy Uzupełnień i komendanta rejonu uzupełnień oraz wykaz osób funkcyjnych (oficerów i urzędników wojskowych) pełniących służbę w PKU i KRU Poznań Miasto, z uwzględnieniem najważniejszych zmian organizacyjnych przeprowadzonych w latach 1926 i 1938.
| Komendanci                               | Komendanci                 | Komendanci                          |
| ---------------------------------------- | -------------------------- | ----------------------------------- |
| Stopień, imię i nazwisko                 | Okres pełnienia obowiązków | Kolejne stanowisko (dalsze losy)    |
| mjr piech. Konrad Golniewicz             | do 1 X 1923                | Rezerwa Oficerów Sztabowych DOK VII |
| ppłk piech. Stanisław Dunin              | 1 X 1923 – †29 III 1924    |                                     |
| ppłk piech. Stanisław Niesiołowski–Gawin | IV 1924 – 31 III 1928      | stan spoczynku                      |
| ppłk tab. Zygmunt Marian Janowski        | IV 1928 – VIII 1929        | dyspozycja dowódcy OK VII           |
| ppłk piech. Stanisław Krzyż              | XII 1929 – IV 1934         | stan spoczynku z dniem 30 VI 1934   |
| ppłk piech. Franciszek II Rataj          | IV 1934 – 1939             | w latach 1939–1944 w konspiracji    |

| Obsada pozostałych stanowisk funkcyjnych PKU w latach 1921–1925 | Obsada pozostałych stanowisk funkcyjnych PKU w latach 1921–1925 | Obsada pozostałych stanowisk funkcyjnych PKU w latach 1921–1925 | Obsada pozostałych stanowisk funkcyjnych PKU w latach 1921–1925 |
| --------------------------------------------------------------- | --------------------------------------------------------------- | --------------------------------------------------------------- | --------------------------------------------------------------- |
| I referent                                                      | por. piech. Jan Krupiński                                       | do 10 V 1923                                                    | przydzielony do macierzystego 57 pp                             |
| I referent                                                      | kpt. piech. Stanisław Kincel                                    | 10 V 1923 – II 1926                                             | kierownik I referatu                                            |
| II referent                                                     | por. / kpt. kanc. Tadeusz Paweł Haniecki                        | od V 1923 i III 1925 – II 1926                                  | kierownik II referatu                                           |
| referent inwalidzki                                             | kpt. rez. piech. pow. do sł. cz. Henryk Plater-Zyberk           | I 1925 – II 1926                                                | referent inwalidzki                                             |
| oficer instrukcyjny                                             | por. piech. Józef Ratajczak                                     | do XI 1924                                                      | przydzielony do 55 pp                                           |
| oficer instrukcyjny                                             | por. piech. Wacław Foltyn                                       | od XI 1924                                                      |                                                                 |
| oficer ewidencyjny I rejonu                                     | urzędnik wojsk. XI rangi Wincenty Głowacki                      | od IV 1923                                                      |                                                                 |
| oficer ewidencyjny I rejonu                                     | por. kanc. Władysław Antos                                      | do II 1926                                                      | referent                                                        |
| oficer ewidencyjny II rejonu                                    | urzędnik wojsk. XI rangi Władysław Antos                        | od I 1924                                                       |                                                                 |
| oficer ewidencyjny II rejonu                                    | por. piech. Alfred Tułodziecki                                  | od 1 XII 1924                                                   |                                                                 |
| Obsada pozostałych stanowisk funkcyjnych PKU w latach 1926–1938 |                                                                 |                                                                 |                                                                 |
| kierownik I referatu administracji rezerw i zastępca komendanta | kpt. piech. Stanisław Kincel                                    | od II 1926                                                      |                                                                 |
| kierownik I referatu administracji rezerw i zastępca komendanta | kpt. kanc. Antoni Degórski                                      | VI 1930 – 31 V 1933                                             | stan spoczynku                                                  |
| kierownik I referatu administracji rezerw i zastępca komendanta | kpt. piech. Tadeusz Józef Piotrowski                            | od IV 1933, był w I 1937                                        |                                                                 |
| kierownik II referatu poborowego                                | kpt. kanc. Tadeusz Paweł Haniecki                               | II 1926 – III 1931                                              | kierownik referatu uzupełnień DOK VII                           |
| kierownik II referatu poborowego                                | por. kanc. Antoni Mazurkiewicz                                  | III 1931 – 1 VIII 1932                                          |                                                                 |
| kierownik II referatu poborowego                                | kpt. piech. Alfons Michnowicz                                   | od 1932, był w 1935                                             |                                                                 |
| referent inwalidzki                                             | kpt. rez. piech. pow. do sł. cz. Henryk Plater-Zyberk           | od II 1926                                                      |                                                                 |
| referent inwalidzki                                             | kpt. piech. Józef I Liczbiński                                  | VIII 1926 – VIII 1929                                           | Ekspozytura Nr 3 Oddziału II SG                                 |
| referent                                                        | por. kanc. Władysław Antos                                      | II 1926 – I 1927                                                |                                                                 |
| referent                                                        | por. kanc. Bolesław Bogacki                                     | od I 1927                                                       |                                                                 |
| referent oficerski                                              | kpt. piech. Roman Włodarczak                                    | od 15 I 1932, był w 1935                                        |                                                                 |
| Obsada pozostałych stanowisk funkcyjnych KRU w latach 1938–1939 |                                                                 |                                                                 |                                                                 |
| kierownik I referatu ewidencji                                  | kpt. adm. (piech.) Alfons Michnowicz                            | był w III 1939                                                  | †1940 Charków                                                   |
| kierownik II referatu uzupełnień                                | kpt. adm. (piech.) Leon Dolata                                  | był w III 1939                                                  |                                                                 |
| kierownik III referatu oficerskiego                             | kpt. adm. (piech.) Wincenty Strzyżewski                         | był w III 1939                                                  | †1940 Charków                                                   |